# 盛岡地方検察庁
盛岡地方検察庁（もりおかちほうけんさつちょう）は、岩手県盛岡市にある日本の地方検察庁の一つで、岩手県を管轄している。略称は、盛岡地検（もりおかちけん）。花巻・二戸・遠野・宮古・一関・水沢に支部を置いている。
広報キャラクターは石割さくらこ。

## 所在地
- 本庁 - 盛岡市内丸8-20 盛岡法務合同庁舎　北緯39度42分11.7秒 東経141度9分2.7秒 / 北緯39.703250度 東経141.150750度
JR東北線・東北新幹線・田沢湖線・山田線・IGRいわて銀河鉄道 盛岡駅から盛岡バスセンター行きバスに乗車，「中央通り１丁目」バス停から徒歩2分
- 花巻支部 - 花巻市城内9-27　北緯39度23分20.9秒 東経141度7分7.8秒 / 北緯39.389139度 東経141.118833度
JR東北線・釜石線 花巻駅から徒歩15分
- 二戸支部 - 二戸市石切所字狼穴33-1 二戸合同庁舎　北緯40度16分6.8秒 東経141度17分39.2秒 / 北緯40.268556度 東経141.294222度
JR東北新幹線・IGRいわて銀河鉄道 二戸駅から徒歩20分
- 遠野支部 - 遠野市新町2-2　北緯39度19分46.7秒 東経141度31分36秒 / 北緯39.329639度 東経141.52667度
JR釜石線 遠野駅から早池峰バス「荷沢峠・小友線」に乗車，「中央通り」バス停から徒歩3分
- 宮古支部 - 宮古市宮町1丁目3-29　北緯39度38分20.8秒 東経141度56分37.2秒 / 北緯39.639111度 東経141.943667度
JR山田線・三陸鉄道リアス線 宮古駅から徒歩15分
- 一関支部 - 一関市城内3-2　北緯38度55分39.4秒 東経141度7分50.3秒 / 北緯38.927611度 東経141.130639度
JR東北線・東北新幹線・大船渡線 一ノ関駅西口から西に約600メートル進行し，信号機に「裁判所」と看板のある交差点を左折し徒歩1分
- 水沢支部 - 奥州市水沢大手町4丁目34　北緯39度8分41.2秒 東経141度8分31.1秒 / 北緯39.144778度 東経141.141972度
JR東北線 水沢駅から江刺バスセンター行きに乗車，「大町坂上」バス停から徒歩3分

## 管轄
- 本庁
  - 盛岡区検察庁（盛岡市・八幡平市・滝沢市・岩手郡・紫波郡）
- 花巻支部
  - 花巻区検察庁（花巻市・北上市・和賀郡）
- 二戸支部
  - 二戸区検察庁（二戸市・二戸郡・九戸郡（軽米町・九戸村））
  - 久慈区検察庁（久慈市・下閉伊郡（普代村）・九戸郡（洋野町・野田村））
- 遠野支部
  - 遠野区検察庁（遠野市）
  - 釜石区検察庁（釜石市・上閉伊郡）
- 宮古支部
  - 宮古区検察庁（宮古市・下閉伊郡（山田町・岩泉町・田野畑村））
- 一関支部
  - 一関区検察庁（一関市・西磐井郡）
  - 大船渡区検察庁（大船渡市・陸前高田市・気仙郡）
- 水沢支部
  - 水沢区検察庁（奥州市・胆沢郡）

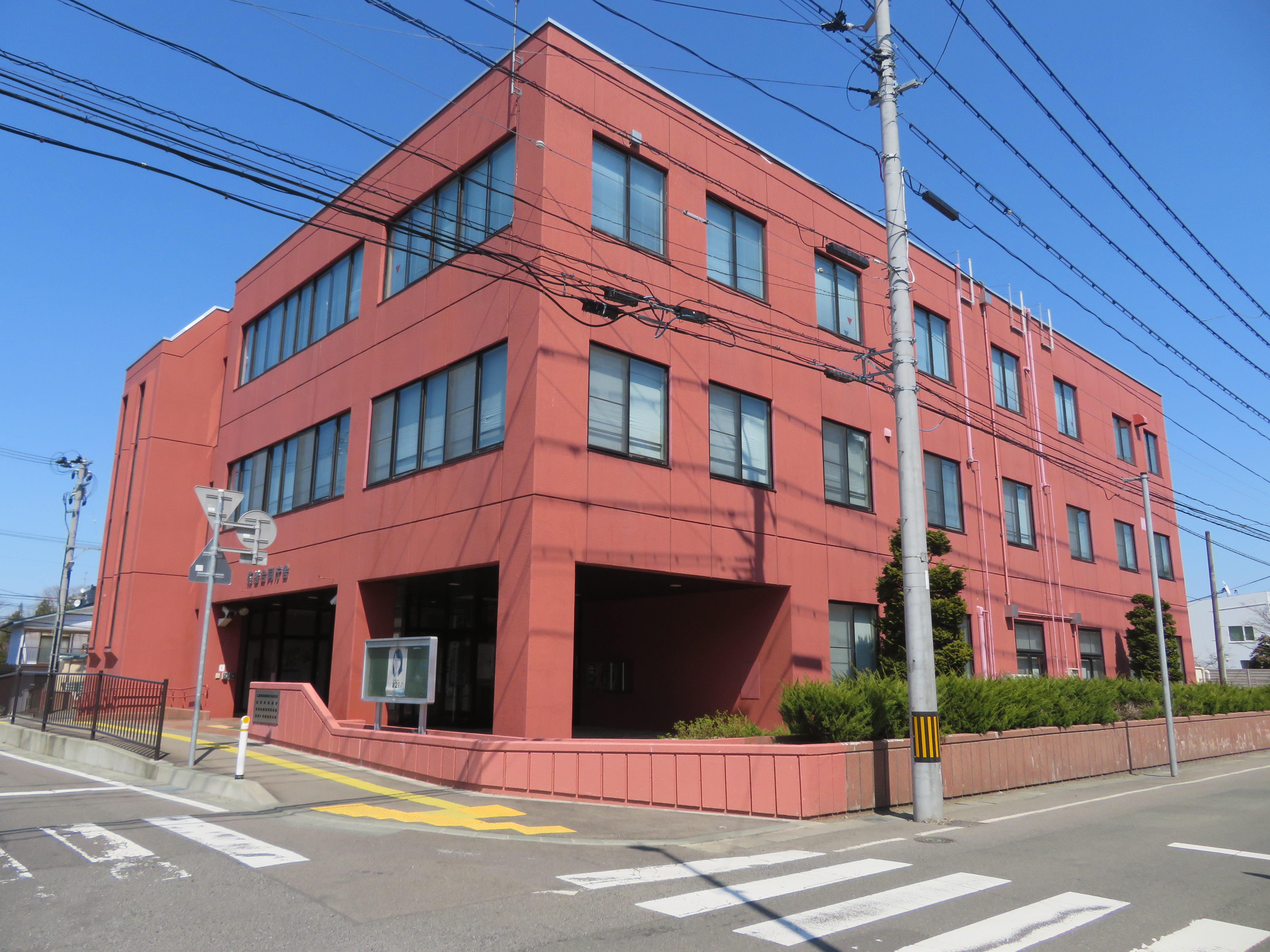
花巻支部
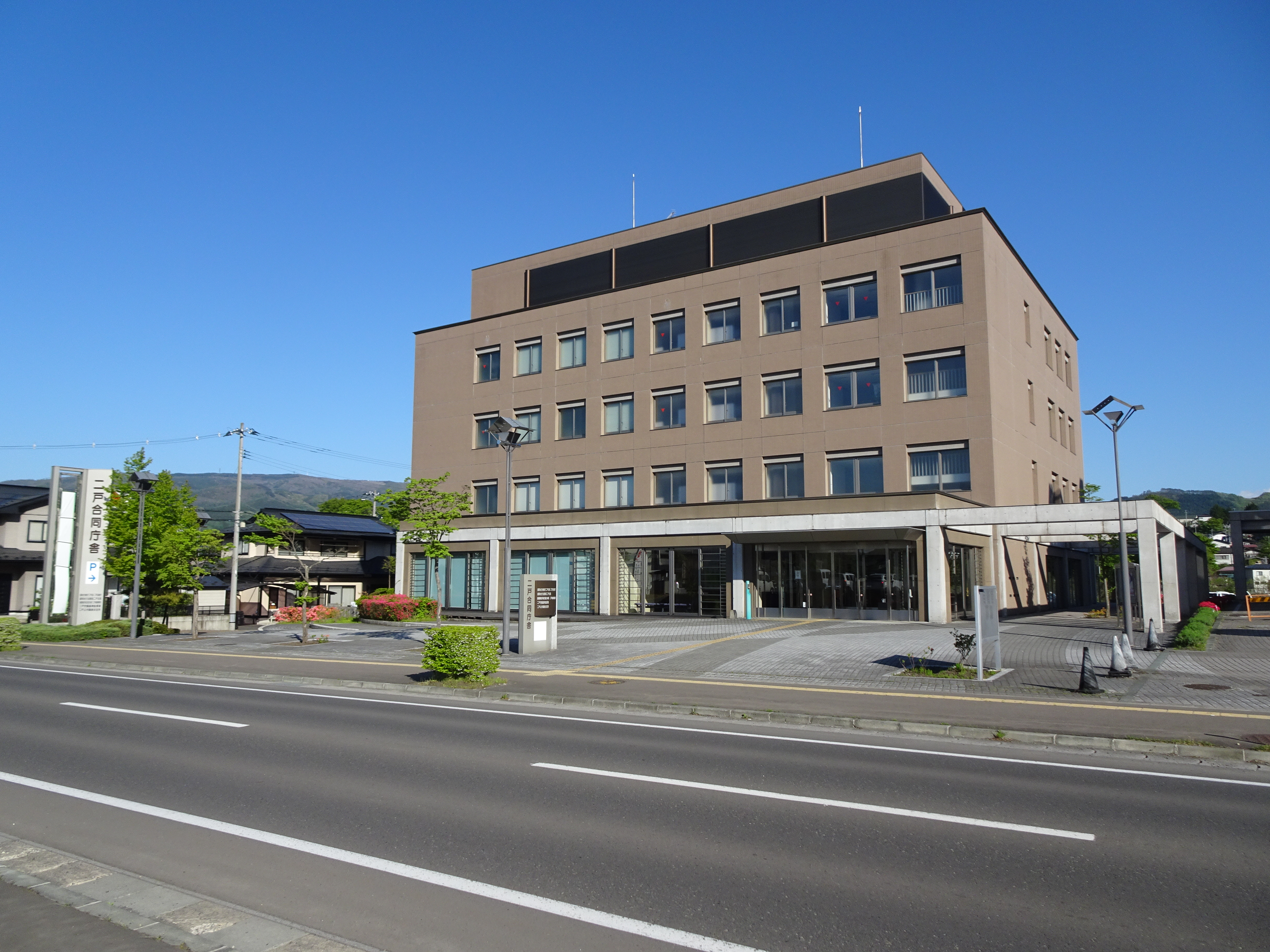
二戸支部
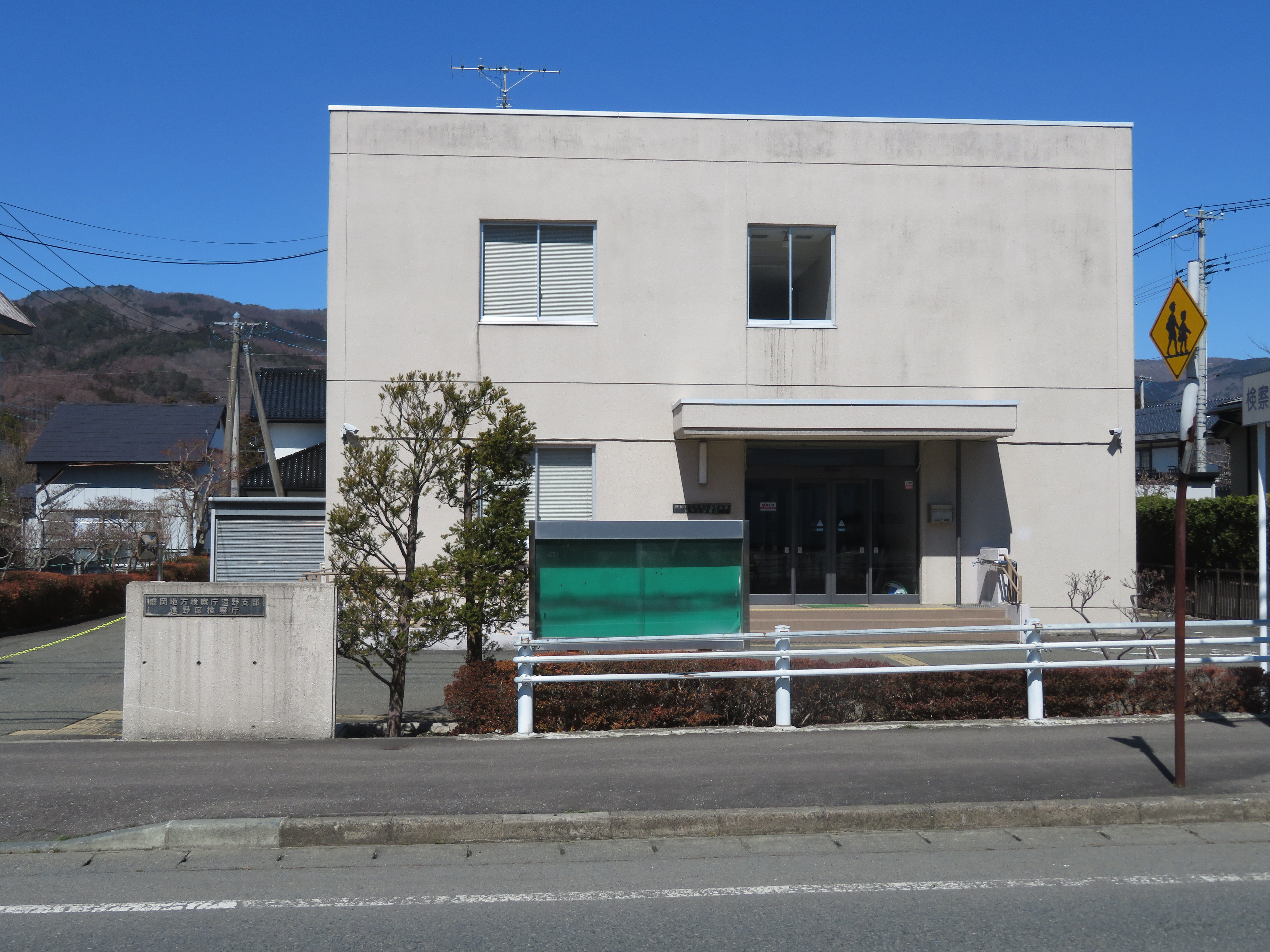
遠野支部
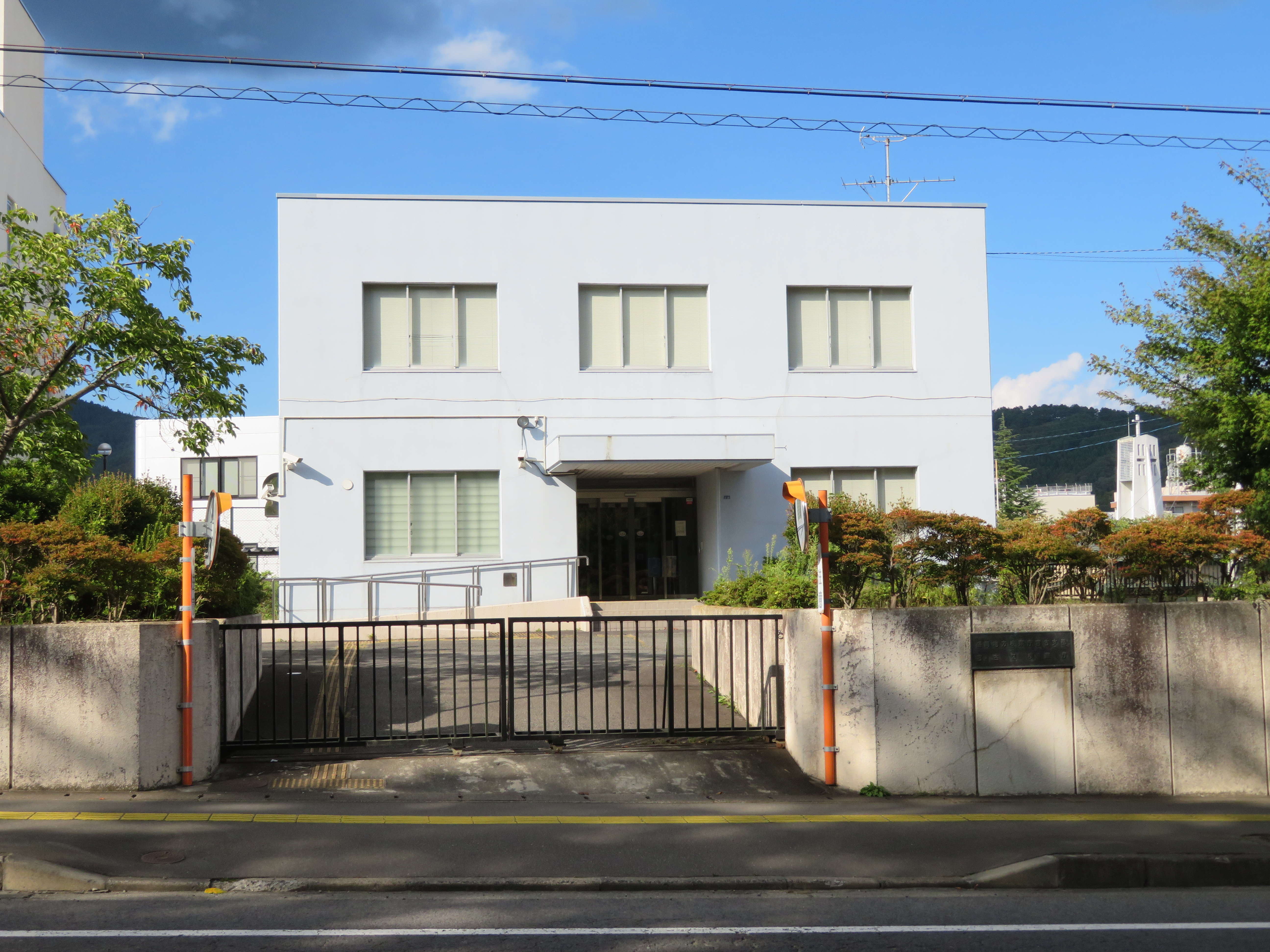
宮古支部
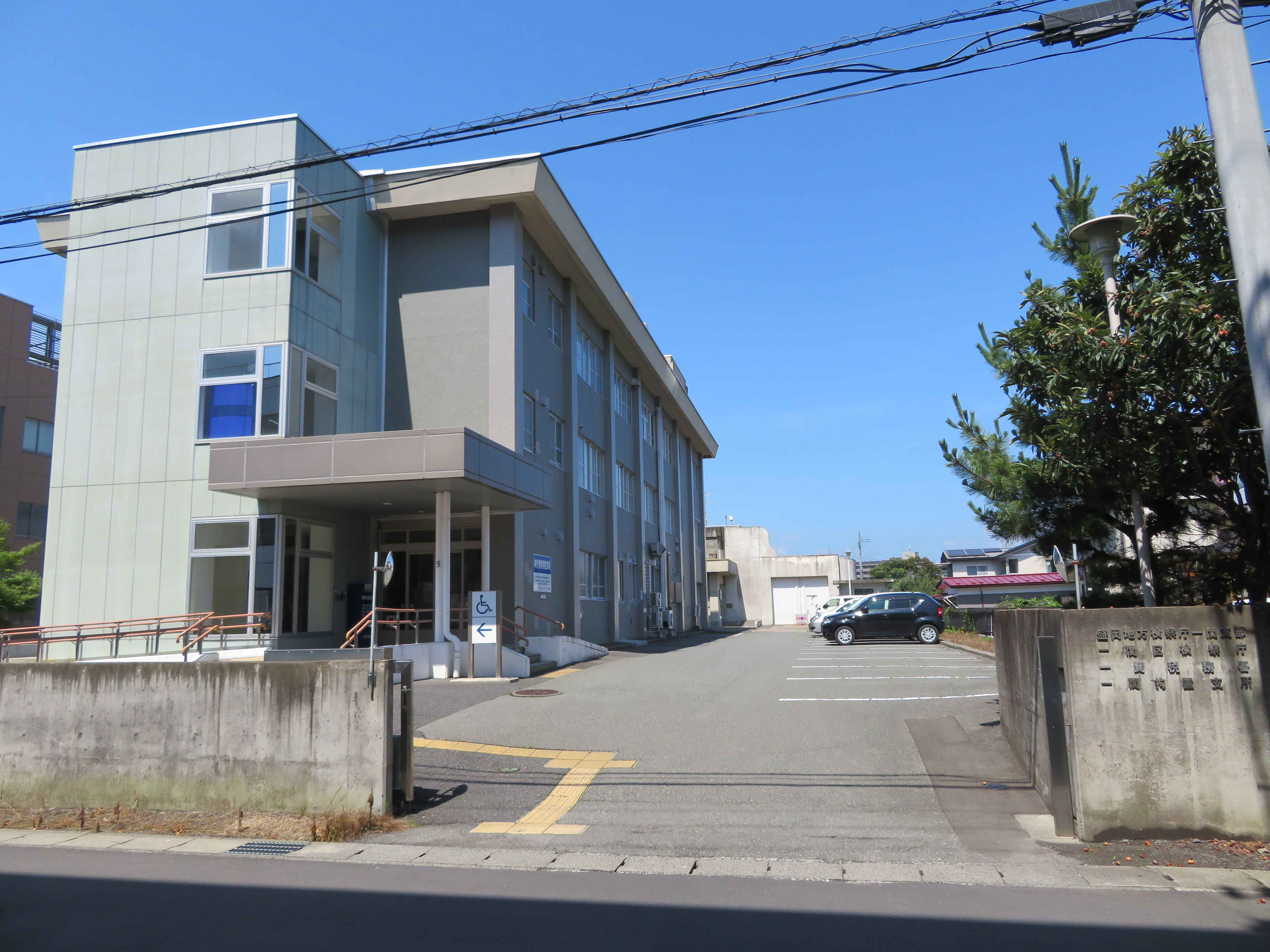
一関支部
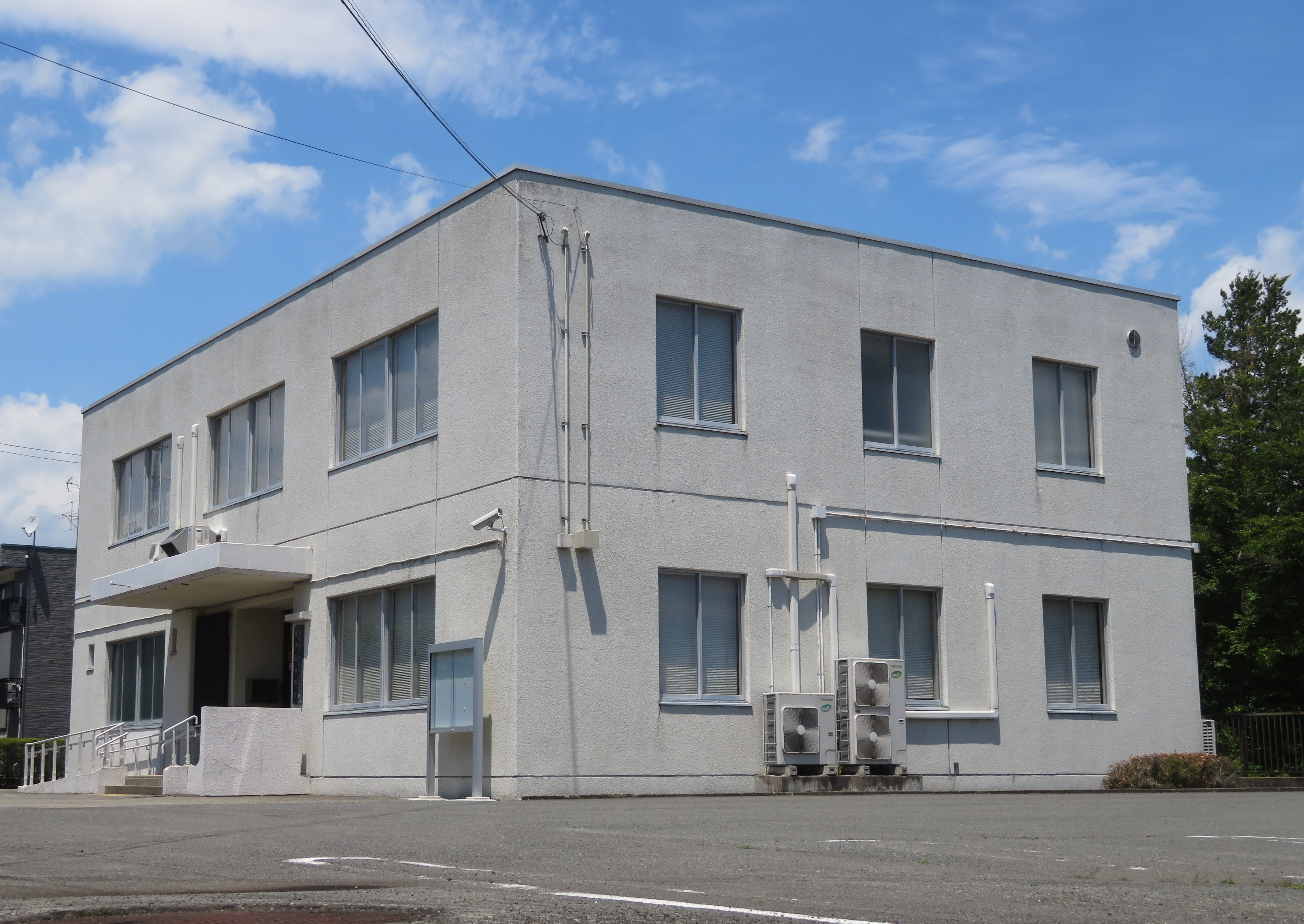
水沢支部
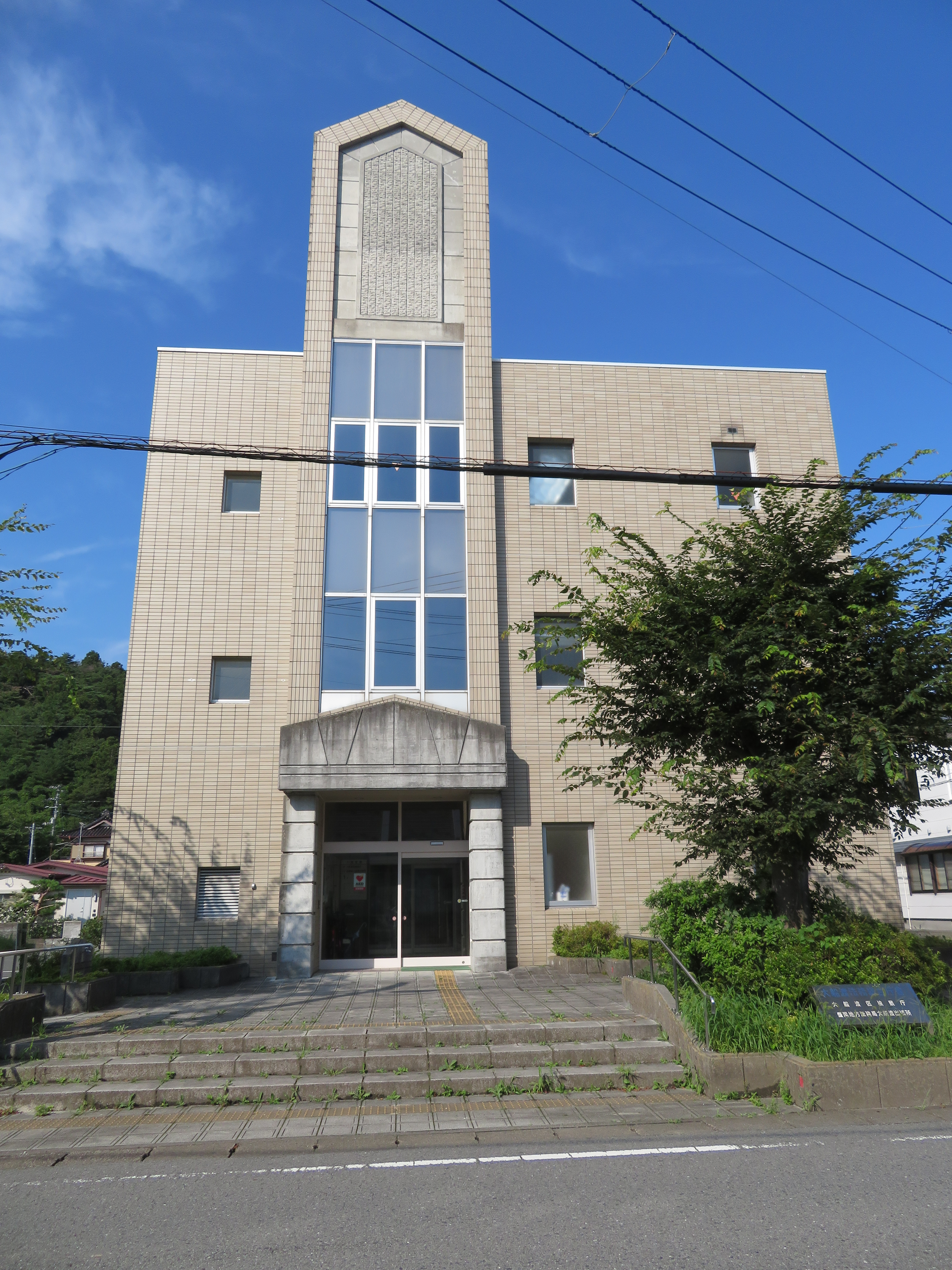
大船渡区検察庁
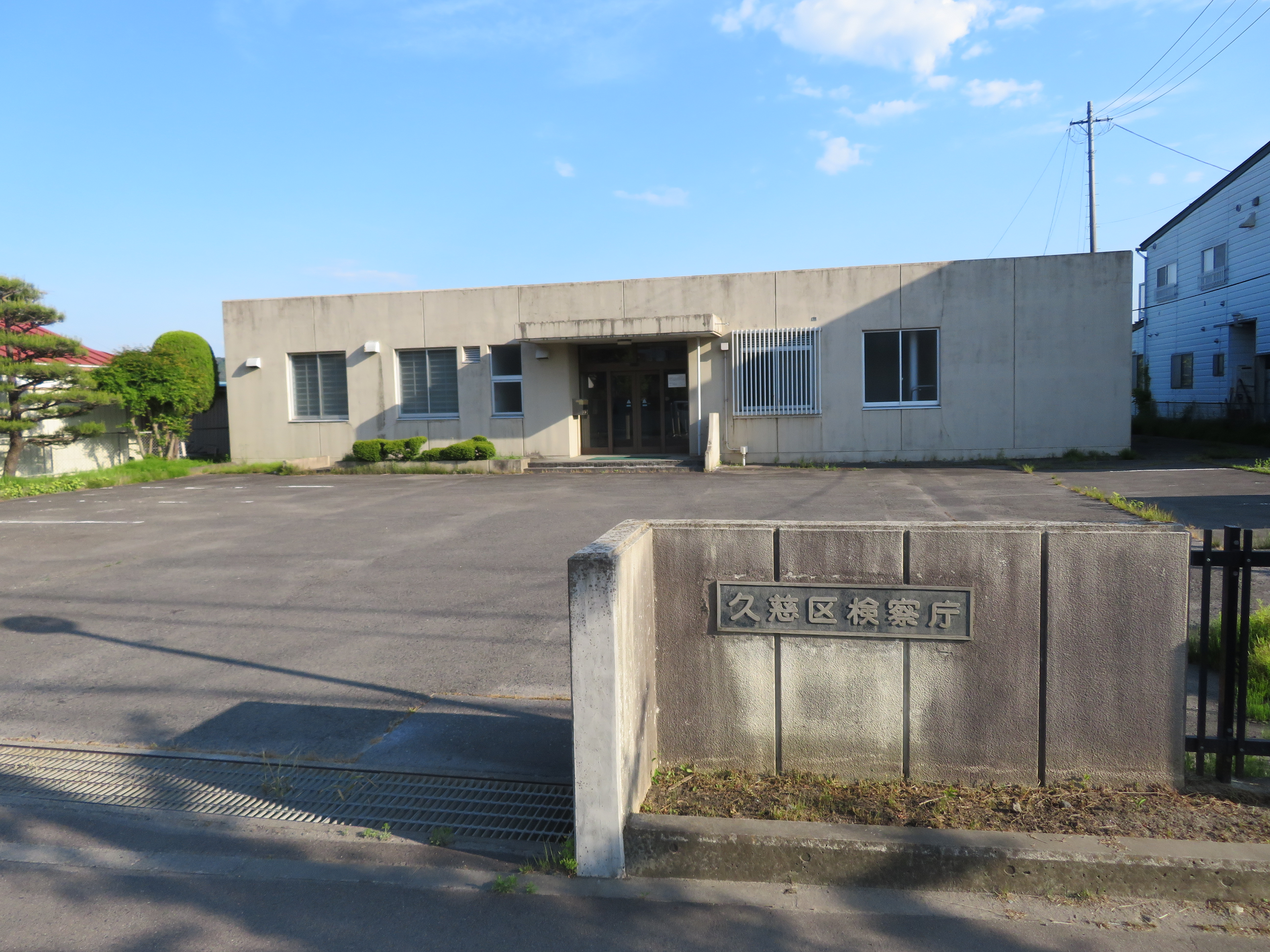
久慈区検察庁

## 出来事
- 1950年（昭和25年）12月4日 - 旧在日本朝鮮人連盟指導者に引率された約70名が、先に横領の疑いで逮捕されていた男の身柄の引き渡しを求め検察庁へ押しかけ、一部は検事正室へ乱入した。盛岡市警察は、当日中に解散命令を出し退去させた[1]。